# Edgar Glässer
Edgar Glässer (* 5. Mai 1910 in Brünn; † 23. Dezember 1968 in Wiesbaden)  war ein deutscher Romanist.

## Leben
Glässer trat 1937 der SA bei, beantragte am 18. Dezember 1939 die Aufnahme in die NSDAP und wurde zum 1. Januar 1940 aufgenommen (Mitgliedsnummer 7.817.993). Glässer habilitierte sich 1938 bei Emil Winkler in Heidelberg mit Einführung in die rassenkundliche Sprachforschung. Kritisch-historische Untersuchungen (Heidelberg 1939) und hielt einen Habilitationsvortrag mit dem Titel Rasse, Adel und Ehre im Werke von Alfred de Vigny (Neusprachliche Mitteilungen 9, 1938, S. 441–458).  Er nahm am Sudetendeutschen Freikorps teil. Er wurde 1944 zum nicht beamteten außerordentlichen Professor ernannt und vertrat den Lehrstuhl von Ernst Gamillscheg in Berlin. Ende 1944 wurde er im Kriegsdienst schwer verwundet. 1946 wurde er Professor in der wieder gegründeten Universität Mainz, 1955 im Dolmetscherinstitut (heute: FTSK) Germersheim.

## Werke
- Zur Kritik der teleologischen Fiktion in der Theorie vom Primat der Darstellungsfunktion der Sprache. In: Kant-Studien, S. 403ff, 1937
- Einführung in die rassenkundliche Sprachforschung: Kritisch-historische Untersuchungen. Heidelberg 1939 (Kulturgeschichtliche Bibliothek, N. F. Reihe 2, Bd. 1)
- Denkform und Gemeinschaft bei Jules Romains. Ein geisteswissenschaftlicher Beitrag zum deutsch-französischen Gemeinschaftsgedanken, Berlin 1938, Nendeln 1967
- Dantes Pietas in der Wertwelt der Commedia, Halle a. d. S. 1943
- (mit anderen) Brockhaus Bildwörterbuch Deutsch – Italienisch, Wiesbaden ohne Jahr
- Beiträge zur Geschichte des Dolmetschens (mit Karl Thieme und Alfred Hermann), München 1956